# Armenische Mafia in Deutschland
Die armenische Mafia in Deutschland sind eher kleine armenische Gruppen in Deutschland, die laut Medienberichten von deutschen Behörden der organisierten Kriminalität zugeordnet werden und ein deutschlandweites Netzwerk aufgebaut haben.
Die Begriffsbezeichnung „armenische Mafia“ ist in Deutschland von zwei MDR-Journalisten etabliert worden und wird vom Bundeskriminalamt, den Landeskriminalämtern, der Polizei Berlin und auch von der Bundesregierung explizit abgelehnt. Deutsche Sicherheitsbehörden und die Bundesregierung betrachten die von armenischen Staatsangehörigen dominierten Strukturen der organisierten Kriminalität ausschließlich als Teil der Russisch-Eurasischen Organisierten Kriminalität (REOK).

## Geschichte
Federico Varese, Kriminologe an der britischen Universität Oxford, sieht die Wurzeln der organisierten Kriminalität in vielen Nachfolgestaaten der Sowjetunion in der Gefängnisstruktur des Russischen Kaiserreichs im 18. Jahrhundert. Nach dem Zerfall der Sowjetunion wurden viele Kriminelle aus den Gefangenenlagern, wo sie sich kennengelernt und vernetzt hatten, freigelassen. Sie gründeten eine Art Geheimbund, die sogenannten „Diebe im Gesetz“. Zu den Ritualen der Diebe gehört, sich einzutätowieren, welchen Rang man innerhalb der Organisation einnimmt. Laut einem Bericht des deutschen Bundeskriminalamtes kontrollieren „Diebe im Gesetz“ auch die armenischen Mafiastrukturen in Deutschland.

## Ermittlungen
2009 und 2011 startete das Bundeskriminalamt die Ermittlungen gegen die „armenische Mafia“ in Deutschland. Es bestand damals der Verdacht des Drogenhandels, die jedoch noch nicht bewiesen werden konnten. Inzwischen hatte das Bundeskriminalamt festgestellt, dass es in Erfurt mindestens zwei armenische Clans gibt, die sich gegenseitig bekriegen. Am 13. Juli 2014 ereignete sich eine Schießerei in Erfurt. Zwei Männer wurden schwer verletzt, als zwei Clans vor einer Spielothek in eine Auseinandersetzung gerieten. Im Juni 2016 kam es in der Landeshauptstadt Thüringens erneut zu einer Auseinandersetzung. Dabei handelte es sich um eine Auseinandersetzung zwischen armenischen und moldawischen Clanmitgliedern.
Im November 2018 beschlagnahmte Thüringens Landeskriminalamt und Landespolizei 35 Kilogramm Marihuana. Laut dem Landeskriminalamt Thüringen handelt es sich bei den drei Tatverdächtigen um einen Deutschen und zwei Armenier.

## Kooperation mit ’Ndrangheta
Nach Recherchen des Spiegels und des MDR kooperiert die „armenische Mafia“ in Deutschland mit der kalabrischen Mafia-Organisation ’Ndrangheta, insbesondere im Bereich des Inverkehrbringens von Falschgeld.

## Projekt FATIL
Die Schießerei in Erfurt offenbarte die konspirativ agierende „armenische Mafiagruppe“ der Öffentlichkeit. Kurz darauf gründete das Bundeskriminalamt mit sechs Landeskriminalämtern das Projekt „FATIL“ (Fight against thieves in law, d. h. Kampf gegen Diebe im Gesetz) und ermittelte drei Jahre lang gegen die armenische Mafia. Der Bundesnachrichtendienst und Europol waren an FATIL beteiligt. Die „Ausbeute“ der Untersuchungen war allerdings „ernüchternd“. Dabei wurden 14 Verfahren eingeleitet, die jedoch trotz „etlicher Indizien“ wegen nicht ausreichender Beweise eingestellt werden mussten. Laut Journalisten gehe aus dem FATIL-Abschlussbericht hervor, dass eine „armenische Mafia“ in Deutschland „tatsächlich“ existiere, die über „erhebliche finanzielle Ressourcen“ verfüge und die „eine Gefährdung für den Rechtsstaat“ sein könne. Das Bundeskriminalamt selbst widersprach den Medienberichten zu FATIL allerdings und gab an, den Begriff „armenische Mafia“ nicht zu verwenden, ebenso wie die an FATIL beteiligte Polizei Berlin, die diese Begriffsbezeichnung ablehnt.
Im Sommer 2018 wurde FATIL beendet. Im Abschlussdokument des Projekts heißt es, dass kriminelle Autoritäten und „Diebe im Gesetz“ über ganz Europa hinweg zu residieren und vernetzt zu sein scheinen.

## Manipulation der Sportwetten
Im Dezember 2018 strahlte Das Erste die Dokumentation Akte Wettmafia – Deutschland und die organisierte Fußball-Kriminalität aus, die offenbart, wie sich die „armenische Mafia“ gezielter Manipulationen bei Sportwetten (u. a. im Fußball, Tennis, Handball und Basketball) bedient. In einer Liste, die ein geheimer Informant der ARD vorgelegt hatte, werden innerhalb von drei Tagen 28 gewonnene Wetten dokumentiert, auf die Mitglieder der armenischen Mafia setzten. Dem Informanten zufolge existiert deutschlandweit ein breites und gut organisiertes Netzwerk von armenischen Wettsyndikaten, an deren Spitze die „Paten“ stehen. Diese würden die sogenannten „Fixer“ damit beauftragen, die Sportler, Funktionäre und Schiedsrichter zu bestechen. Die gewinnversprechenden Wetten würden schließlich von anonymen „Runnern“ gesetzt. Nach Schätzungen würde sich die wöchentliche Gewinnsumme der „armenischen Mafia“ durch manipulierte Sportwetten auf sechsstellige Höhe belaufen.

## Kritik an Berichterstattung
Der Sender Radio Dreyeckland untersuchte die Berichterstattung und Ermittlungsergebnisse der Behörden zur „armenischen Mafia“ und fragte diesbezüglich auch beim Bundeskriminalamt nach. Man stellte eine Diskrepanz zwischen dem Vorwurf und „den nicht existierenden Anklagen“ fest. Der Sender kam zu dem Ergebnis, dass die „reißerischen Berichte“ eine „ziemlich dünne Grundlage“ hätten. Im Bundeslagebild zur organisierten Kriminalität bei Tatverdächtigen nach Nationalitäten ist Armenien nicht gelistet, sondern wird in einer Untergruppe zur russisch-eurasisch organisierten Kriminalität geführt. Der Sender stellte fest, dass in der Statistik für die Jahre 2016 und 2017 je drei Tatverdächtige in „mutmaßlich armenisch dominierten Gruppen“ gelistet werden, dabei jedoch nicht ersichtlich sei, ob es sich bei den Tatverdächtigen auch tatsächlich um Armenier handele.
Armenische Organisationen sprechen von „Stigmatisierungen und tendenziösen Berichten“ und kritisieren die Diskrepanz zwischen der gewählten Sprache der Berichterstattung und den „Tatsachen und Erkenntnissen der Ermittler“. Der Zentralrat der Armenier in Deutschland verurteilte in einer Presseerklärung jede Form der Kriminalität und begrüßte eine „vollumfängliche strafrechtliche Verfolgung der Täter“. Allerdings kritisiert der ZAD die Berichterstattung als „nicht aufklärend“, „diskreditierend“ und „falsch“, bei der „ein einzelnes Ereignis aus dem Jahr 2014 (...) verallgemeinernd gegen die armenische Gemeinschaft und der ihr nahestehenden Institutionen verwendet wird.“ Die Deutsch-Armenische Gesellschaft befürwortete ebenfalls Ermittlungen und Berichte über Organisierte Kriminalität „unabhängig von der ethnischen Herkunft der Beteiligten“, warf dem MDR und Spiegel jedoch „miserable“ Recherchen vor.
Das Nachrichtenmagazin Focus zeigte bei einer Video-Berichterstattung über die „armenische Mafia“ Szenen der Beerdigung des polizeibekannten arabischen Clan-Mitglieds Nidal R., ohne darauf hinzuweisen woher diese bekannten Szenen in Berlin tatsächlich stammten. Dem Focus wurde vorgeworfen, bei der Berichterstattung mit Stereotypen zu arbeiten und das man dem Betrachter suggerieren wollte, dass es sich bei den arabischen Clan-Mitgliedern um einen „armenischen Clan“ handelte, „der jedoch weder in dieser gezeigten Größe noch in diesem Auftreten so in Deutschland existiert.“ Nach öffentlicher Kritik änderte der Focus seinen Beitrag.
Markus Henn, Verfasser einer Studie für Transparency International Deutschland, bestätigte, dass der Fokus auf Nationalitäten stigmatisierend wirken dürfte und es gut begründet sein muss, eine „Mafia“-Gruppe mit einer ausländischen Nationalität zu verbinden, da mit einer solchen Verbindung alle Menschen dieser Nationalität stigmatisiert werden können.